# Bandeira de Embu das Artes
Nos termos da Lei Municipal nº 367, de 25 de abril de 1968, ficou instituída a Bandeira do Município de Embu: cores verde, amarelo e vermelho, em faixas transversais e paralelas, tendo ao centro o brasão de armas do Município.